# Petr Smejkal
Petr Smejkal (* 29. června 1972 Praha) je český lékař, internista a infektolog, v letech 2013–2018 primář kliniky infekčních nemocí Ústřední vojenské nemocnice, v roce 2021 hlavní epidemiolog institutu IKEM, od března do května 2021 vedoucí Mezioborové skupiny pro epidemické situace, zřízené v souvislosti s epidemií nemoci covid-19.

## Život
Vystudoval 1. lékařskou fakultu Univerzity Karlovy v Praze, kde promoval v roce 1997. V devadesátých letech odešel studovat do Spojených států amerických. V roce 2002 byl absolventem Diplomatické akademie Ministerstva zahraničních věcí ČR. Postgraduálně se vzdělával na Columbia University, atestoval zde z interního lékařství. Absolvoval řadu zahraničních stáží. V roce 2010 atestoval v oboru infekčního lékařství. Od roku 2010 je odborným asistentem na Ústavu hygieny a epidemiologie 1. LF UK Praha.
V roce 2013 založil v rámci Ústřední vojenské nemocnice (ÚVN) v Praze Kliniku infekčních nemocí, kde působil do roku 2018 jako primář. V ÚVN založil rovněž HIV/AIDS centrum.
Mezi lety 2018 až 2019 byl členem Akademického Senátu 1. LF UK.
K roku 2021 působí jako hlavní epidemiolog v IKEM Praha. Pracuje také jako infektolog. Na částečný úvazek působí v Northern Light Maine Coast Hospital v Ellsworthu. K roku 2021 je externím poradcem a spolupracovníkem Iniciativy Sníh, která mimo jiného usiluje o zmírnění dopadů pandemie covidu-19 v České republice. Je členem Rady vlády pro zdravotní rizika.
V polovině března 2021 uvedl, že o tři týdny dříve dostal nabídku od premiéra ČR Andreje Babiše, aby nahradil ve funkci ministra zdravotnictví ČR Jana Blatného. Nabídku však odmítl, protože lepší roli pro svou osobu viděl v odborné skupině, která pod jeho vedením vznikla právě při Ministerstvu zdravotnictví ČR.
V březnu 2021 jej ministerstvo zdravotnictví pověřilo vedením Mezioborové skupiny pro epidemické situace (MeSES), jež byla poradním orgánem při Ministerstvu zdravotnictví ČR a jejíž členy jmenoval ministr na návrh vedoucího skupiny. MeSES sdružovala experty nejen z lékařské a epidemiologické oblasti, ale také ekonomy, sociology a právníky. Cílem skupiny bylo dávat doporučení k zamezení šíření nemoci covid-19, která jsou komplexní a zohledňují celospolečenský dopad jak této nemoci, tak opatření v boji proti ní. Skupina a její členové se vyjadřovali převážně proti plánovanému uvolňování restrikcí. Poté, co Petr Smejkal 17. května 2021 v rozhovoru pro Novinky.cz uvedl, že epidemii jsme „fakt nezvládli”, a kritizoval nefunkčnost státních institucí a odtažitý postoj vlády k názorům této skupiny, ministr zdravotnictví Petr Arenberger skupinu následujícího dne bez udání důvodu rozpustil.